# Michel Pécheux
Michel Pécheux (n. 24 mai 1911, Saint-Brieuc, Bretagne, Franța – d. 29 august 1985, Neuilly-sur-Seine, Île-de-France, Franța) a fost un scrimer francez, medaliat olimpic. A participat la 2 ediții ale Jocurilor Olimpice (1936, 1948) în care a câștigat o medalie de aur și o medalie de argint.